# Journal of Pure and Applied Algebra
Journal of Pure and Applied Algebra is een internationaal, aan collegiale toetsing onderworpen wetenschappelijk tijdschrift op het gebied van de algebra.
De naam wordt in literatuurverwijzingen meestal afgekort tot J. Pure Appl. Algebra.
Het wordt uitgegeven door Elsevier en verschijnt maandelijks.